# Palacio Legislativo Federal

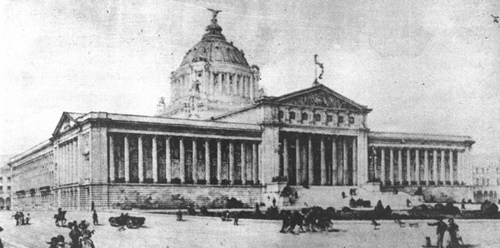
Diseño del Palacio Legislativo Federal.

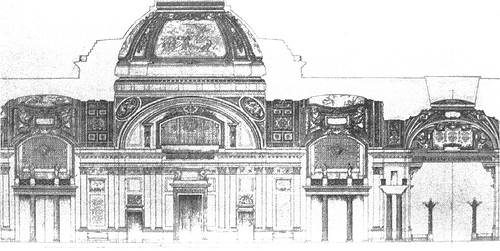
Diseño interior del Palacio.

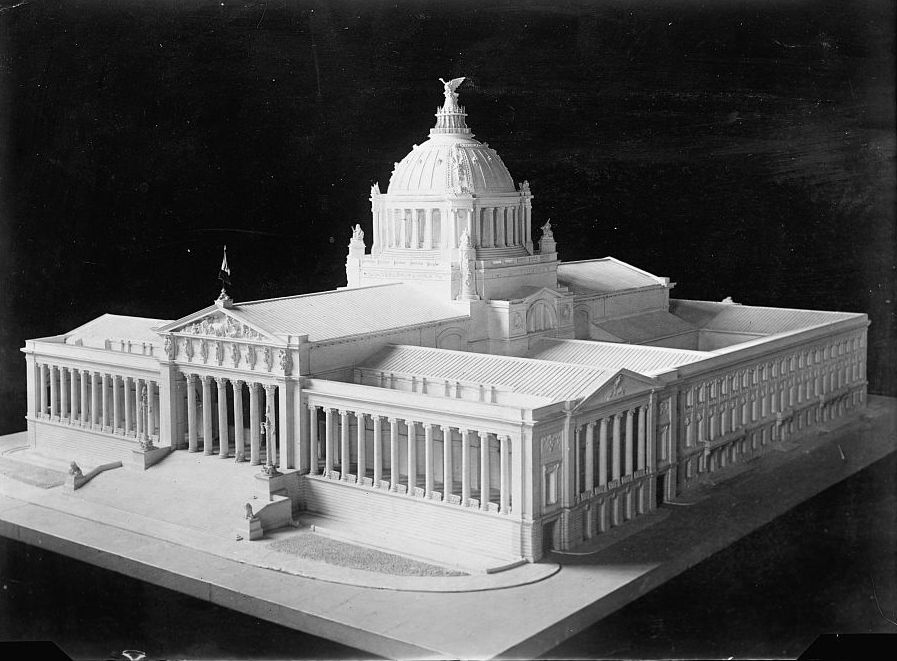
Modelo del Palacio.

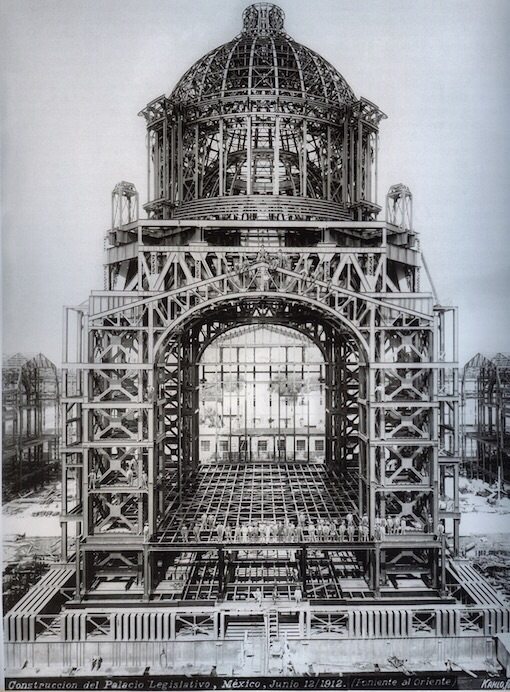
Construcción del Palacio, Guillermo Kahlo, 12 de junio de 1912

El Palacio Legislativo Federal fue un edificio nunca terminado para los órganos legislativos de México.

## Historia
A finales del siglo XIX, el gobierno del Presidente Porfirio Díaz decidió que el congreso necesitaba un edificio emblemático y orgulloso para albergar la Cámara de Diputados y el Senado. Inspirándose en el edificio del Reichstag del imperio alemán, la administración convocó un concurso internacional en el que participaron varios arquitectos famosos de Europa y México. A pesar de declarar un ganador, el gobierno decidió nombrar a un nuevo arquitecto para que trazara un diseño completamente nuevo.
El proyecto final es una creación de Émile Bénard. Cuando estalló la revolución mexicana en 1910, el nuevo presidente, Francisco I. Madero, cambió las funciones del edificio y su nombre por el de "Palacio de los Tres Poderes" para que fuera sede no sólo del poder legislativo, sino también del ejecutivo y judicial de la república.

### Posrevolución

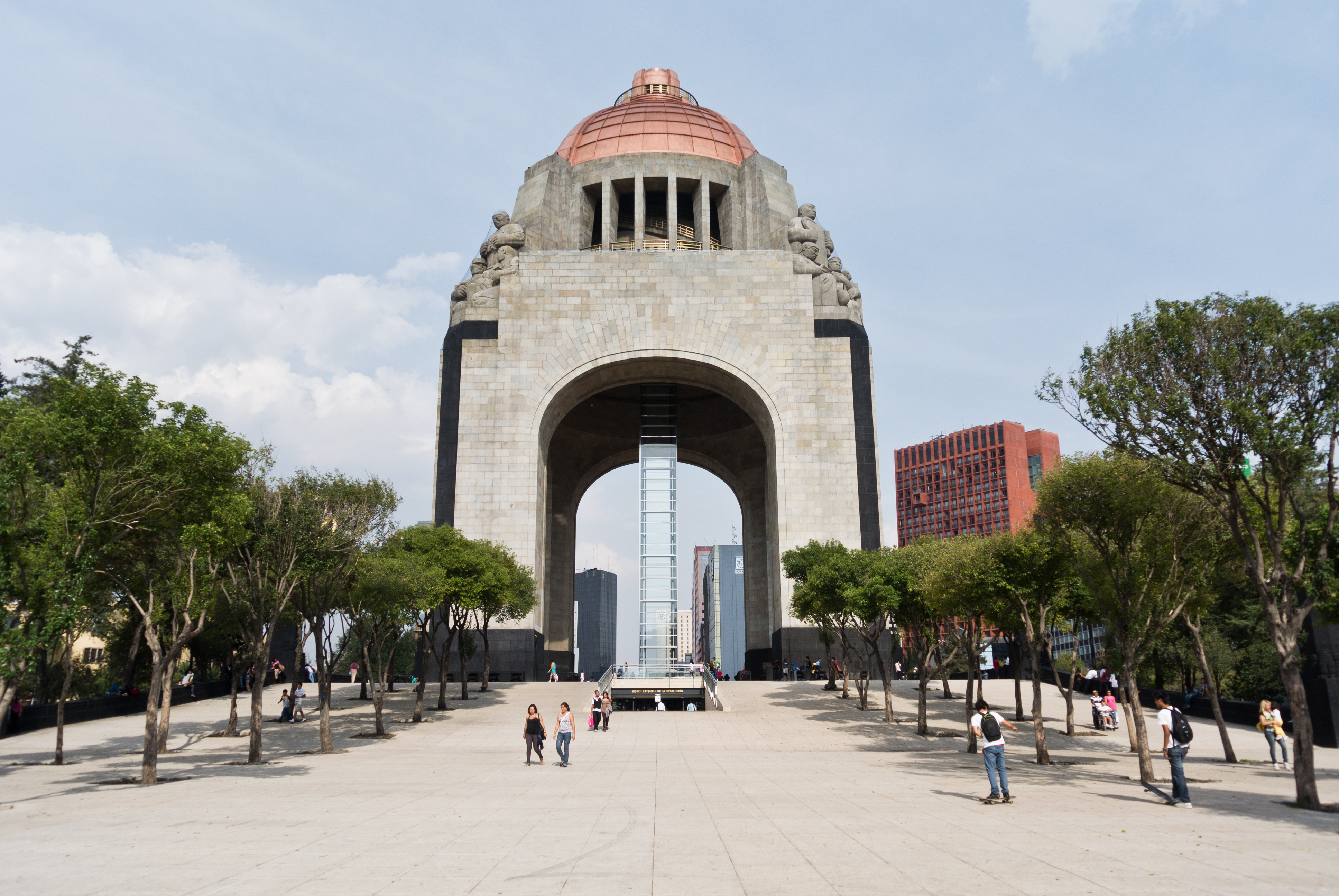
La cúpula que se convirtió en el Monumento a la Revolución es la única parte que queda del edificio inconcluso.

El caos de la revolución desvió la atención y los recursos del proyecto, y sólo se terminaron los cimientos y la estructura de hierro. El edificio permaneció en pie y oxidándose hasta la década de 1930, cuando finalmente se decidió destruir la estructura erigida. Sin embargo, la cúpula fue salvada y convertida en el Monumento a la Revolución por Carlos Obregón Santacilia, y la estructura se erige hoy en día como mausoleo de los héroes de la revolución mexicana.